# Giuseppe Pinto
Giuseppe Pinto (Noci, Italija, 26. svibnja 1952.) talijanski je katolički biskup, pravnik i vatikanski diplomat. Od 2017. do 2019. godine bio je apostolski nuncij u Hrvatskoj.

## Životopis
Rođen je 26. svibnja 1952. u talijanskom gradu Noci. Za svećenika Biskupije Conversano zaređen je 1. travnja 1978. Doktorirao je iz područja kanonskog prava. U diplomatsku službu Svete Stolice ušao je 1. svibnja 1984. godine, a službovao je u apostolskim nuncijaturama u Papui Novoj Gvineji, Argentini i u Državnom tajništvu Svete Stolice u Odjelu za odnose s državama.
Od 2001. godine bio je apostolski nuncij u Senegalu, Maliju, Gvineji Bisau i u Zelenortskoj Republici te apostolski delegat u Mauritaniji. Od 2007. godine bio je apostolskim nuncijem u Čileu, a od 2011. godine na Filipinima.
Od 2017. do 2019. godine bio je apostolski nuncij u Hrvatskoj.

## Vanjske poveznice
Mrežna mjesta
- Archbishop Giuseppe Pinto, www.catholic-hierarchy.org